# Podocnemis
Podocnemis – rodzaj żółwi bokoszyjnych z rodziny Podocnemididae.

## Zasięg występowania
Rodzaj obejmuje gatunki występujące w Ameryce Południowej (Kolumbia, Wenezuela, Gujana, Surinam, Gujana Francuska, Brazylia, Ekwador, Peru i Boliwia).

## Systematyka

### Etymologia
- Podocnemis: gr. πους pous, ποδος podos „stopa”; κνημις knēmis, κνημιδος knēmidos „nagolenica”[2].
- Chelonemys: gr. χελωνη khelōnē „żółw”[7]; εμυς emus, εμυδος emudos „żółw wodny”[8]. Gatunek typowy: Chelonemys dumeriliana J.E. Gray, 1864 (= Podocnemis unifilis Troschel, 1848); młodszy homonim Chelonemys Jourdan, 1862 (Cryptodira).
- Bartlettia: Edward Bartlett (1836–1908), brytyjski przyrodnik[4]. Gatunek typowy: Bartlettia pitipii J.E. Gray, 1870 (= Podocnemis expansa sextuberculata Cornalia, 1849); młodszy homonim Bartlettia Adams, 1867 (Mollusca).

### Podział systematyczny
Do rodzaju należą następujące gatunki:
- Podocnemis erythrocephala Spix, 1824
- Podocnemis expansa (Schweigger, 1812) – arrau[9]
- Podocnemis lewyana A.M.C. Duméril, 1852
- Podocnemis sextuberculata Cornalia, 1849 – terekaj[10]
- Podocnemis unifilis Troschel, 1848
- Podocnemis vogli Müller, 1935